# صهارة
الصُهارة أو المُهل أو الماجما (من اليونانية القديمة μάγμα (ماغما) وتعني "الدهن السميك") هي المادة الطبيعية المنصهرة أو شبه المنصهرة التي تتكون منها جميع الصخور البركانية. تُوجد الماجما تحت سطح الأرض، وقد اكتشفت أدلة على حدوث عمليات صهارية أيضًا على الكواكب الأرضية وعلى الأقمار الطبيعية لبعض الكواكب. قد تحتوي الصهارة أيضًا بالإضافة إلى الصخور المنصهرة على بلورا معلقة وغاز بركاني.
تنتج الماجما من ذوبان الوشاح أو القشرة في بيئات تكتونية مختلفة، والتي تشمل على الأرض مناطق الاندساس، مناطق الإنهدام، حيد وسط المحيط، والنقاط الساخنة. تنتقل الماجما الناتجة عن ذوبان الوشاح والقشرة إلى الأعلى عبر القشرة الأرضية حيث يُعتقد أنها تُخزن في الحجر الصهارية أو في المناطق شبه المنصهرة الغنية بالبلورات. قد يتغير تركيب الصهارة خلال تخزينها في القشرة نتيجة التبلور التجزيئي، أو التلوث بالانصهارات القشرية، أو اختلاط الماجما، أو تحرر الغازات. بعد صعودها عبر القشرة، قد تغذي الماجما بركانًا وتخرج كلافا، أو قد تتصلب تحت الأرض لتشكل متدخل ناري مثل الجدة القاطعة، أو الجدة الموازية، أو الصخر المُنْدَسّ، أو الباثوليث.
على الرغم من أن دراسة الماجما كانت تعتمد في الغالب على ملاحظتها بعد تحولها إلى تدفق لافا، فقد عثر على الماجما في مواضعها الأصلية ثلاث مرات خلال مشاريع الحفر الجيوحرارية: مرتين في آيسلندا ومرة واحدة في هاواي.

## الخواص الفيزيائية والكيميائية
تتكون الصهارة من صخور سائلة تحتوي عادةً على بلورات صلبة معلقة. ومع اقتراب الصهارة من السطح وانخفاض الضغط الناتج عن الطبقات الصخرية العليا، تبدأ الغازات المذابة بالتطاير من السائل، مما يؤدي إلى أن تصبح الصهارة القريبة من السطح مكونة من مواد في حالات صلبة وسائلة وغازية.

### التركيب

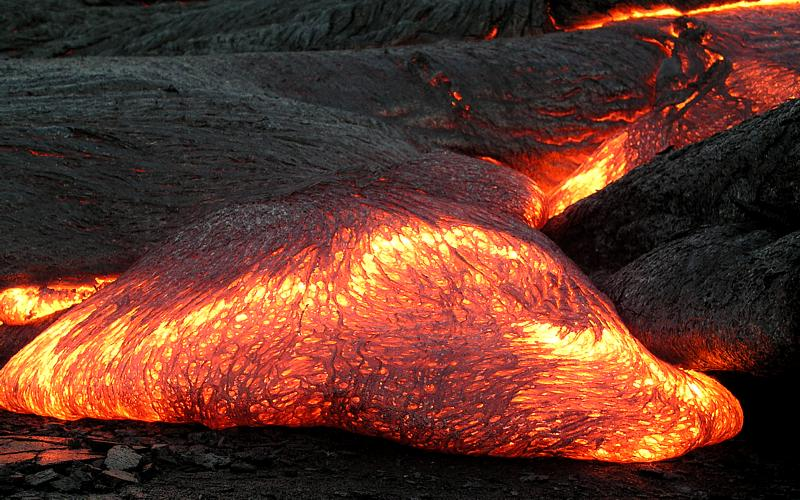
تدفق الحمم البركانية في جزر هاواي.

تتميز معظم الصهارة بأنها غنية بالسليكا. أما الصهارة النادرة التي لا تحتوي على السليكا، فقد تتشكل نتيجة انصهار محلي لرواسب المعادن غير السليكاتية، أو من خلال انفصال الصهارة إلى طورين سائلين غير قابلين للامتزاج، أحدهما غني بالسليكا والآخر لا يحتوي على السليكا.
تتكون الصهارة السليكاتية من مزيج منصهر تهيمن عليه عناصر الأكسجين والسليكون، وهما أكثر العناصر الكيميائية وفرة في قشرة الأرض، مع كميات أقل من الألومنيوم والكالسيوم والمغنيسيوم والحديد والصوديوم والبوتاسيوم، بالإضافة إلى كميات ضئيلة من العديد من العناصر الأخرى. يعبر علماء الصخور عادةً عن تركيب الصهارة السليكاتية من حيث الكسر الوزني أو الكتلة المولية لأكاسيد العناصر الرئيسية (باستثناء الأكسجين) الموجودة في الصهارة.
نظرًا لأن العديد من خصائص الصهارة، مثل اللزوجة ودرجة الحرارة، يلاحظ ارتباطها بمحتوى السليكا، يتم تصنيف الصهارة السليكاتية إلى أربعة أنواع كيميائية بناءً على نسبة السليكا: الحمضية (felsic)، المتوسطة (intermediate)، القاعدية (mafic)، وفائقة القاعدية (ultramafic).

#### الصهارة الفلسية

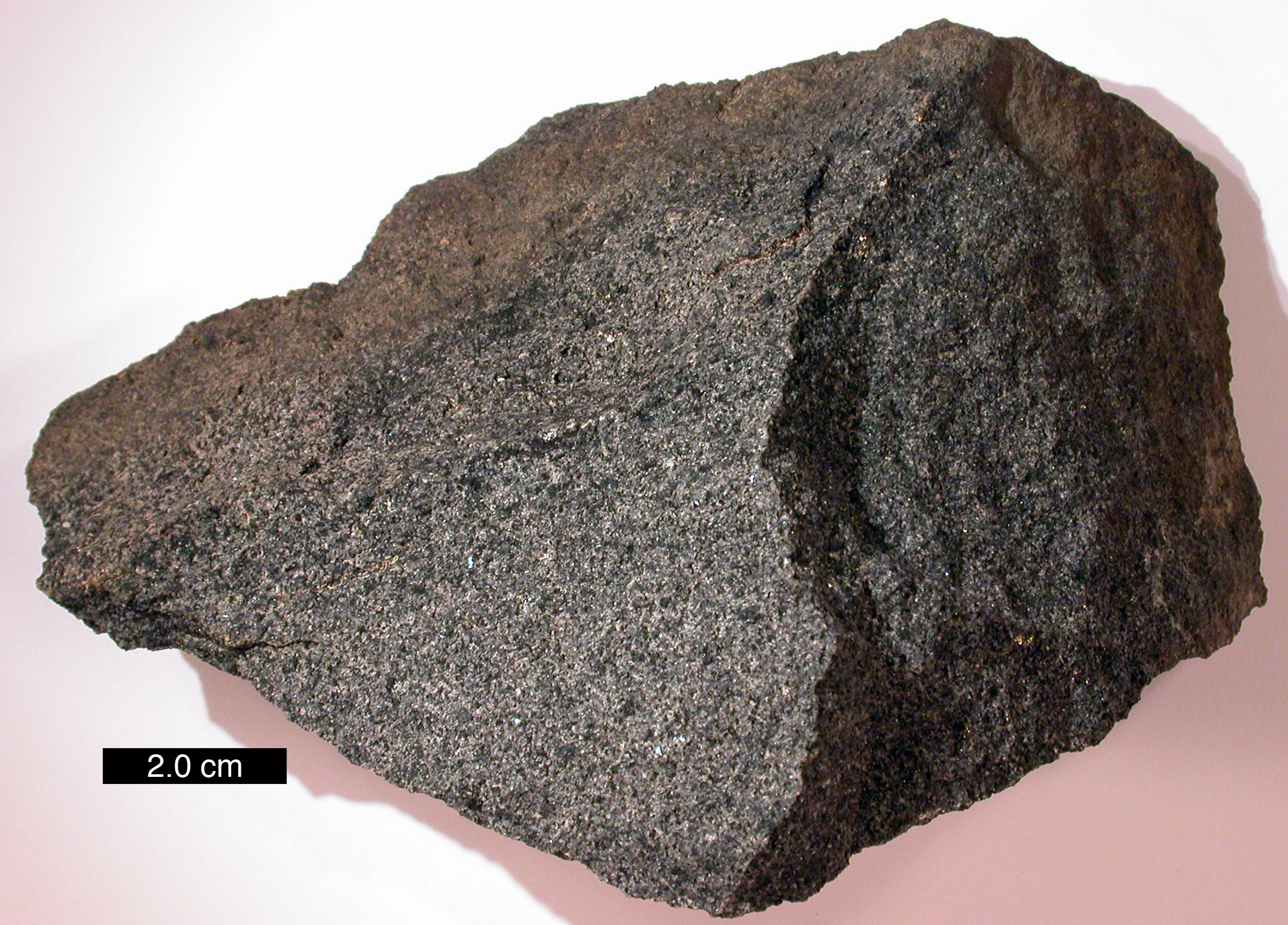
عينة من صخر الغابرو وهو أحد أنواع الصهارة القاعدية

تحتوي الصهارة الفلسية أو السليكية على نسبة سليكا تزيد عن 63%. وتشمل هذه الأنواع صهارة الريولايت والداسيت. تتميز هذه الصهارة بلزوجة شديدة للغاية بسبب ارتفاع نسبة السليكا، حيث تتراوح لزوجتها من 10⁸ سنتيبواز (10⁵ باسكال.ثانية) في صهارة الريولايت الساخنة عند درجة حرارة 1,200 درجة مئوية (2,190 درجة فهرنهايت) إلى 10¹¹ سنتيبواز (10⁸ باسكال.ثانية) في صهارة الريولايت الباردة عند درجة حرارة 800 درجة مئوية (1,470 درجة فهرنهايت). للمقارنة، تبلغ لزوجة الماء حوالي 1 سنتيبواز (0.001 باسكال.ثانية).
بسبب هذه اللزوجة العالية للغاية، تنفجر الحمم الحمضية عادةً بشكل انفجاري، مما يؤدي إلى إنتاج رواسب بركانية فتاتية (Pyroclastic deposits). ومع ذلك، فإن حمم الريولايت قد تنبعث أحيانًا بشكل انسيابي لتُشكِّل تكوينات مثل الأبراج البركانية (lava spines)، أو القباب البركانية (lava domes)، أو ما يُعرف بـ "الكولي" (coulees)، وهي تدفقات قصيرة وسميكة من الحمم. غالبًا ما تتفتت هذه الحمم أثناء تدفقها، مما يؤدي إلى تكوين تدفقات حممية كتلية (block lava flows) تحتوي في كثير من الأحيان على الزجاج البركاني (الأوبسيديان).
يمكن أن تنفجر الحمم الحمضية عند درجات حرارة منخفضة تصل إلى 800 درجة مئوية (1,470 درجة فهرنهايت). ولكن، في حالات نادرة، يمكن أن تتدفق حمم الريولايت شديدة السخونة (أكثر من 950 درجة مئوية؛ 1,740 درجة فهرنهايت) لمسافات تصل إلى عشرات الكيلومترات، كما هو الحال في سهول نهر الأفعى في شمال غرب الولايات المتحدة.

#### الصهارة المتوسطة
تحتوي الصهارة المتوسطة أو الأنديزيتية على نسبة سليكا تتراوح بين 52% و63%. وتتميز بانخفاض محتواها من الألومنيوم مقارنة بالصهارة الحمضية، وغناها النسبي بالمغنيسيوم والحديد. تُنتج الحمم المتوسطة قبابًا بركانية من الأنديزيت وتدفقات حممية كتلية، وغالبًا ما تظهر في البراكين الطبقية ذات الانحدار الشديد، مثل تلك الموجودة في جبال الأنديز.
عادةً ما تكون الحمم المتوسطة أكثر حرارة، حيث تتراوح درجة حرارتها بين 850 و1,100 درجة مئوية (1,560 إلى 2,010 درجة فهرنهايت). وبسبب انخفاض محتوى السليكا وارتفاع درجات الحرارة أثناء الثوران، تكون لزوجتها أقل بكثير مقارنة بالصهارة الحمضية، حيث تبلغ لزوجتها النموذجية حوالي (3.5*10^6) سنتيبواز (3,500 باسكال.ثانية) عند درجة حرارة 1,200 درجة مئوية (2,190 درجة فهرنهايت)، وهي لزوجة تقارب لزوجة زبدة الفول السوداني الناعمة.
تُظهر الصهارة المتوسطة ميلًا أكبر لتشكيل البلورات الكبيرة (Phenocrysts)، حيث يؤدي ارتفاع محتوى الحديد والمغنيسيوم إلى ظهور أرضية الصخر بلون أغمق، متضمنًا بلورات كبيرة من الأمفيبول أو البيروكسين.

#### الصهارة المافية

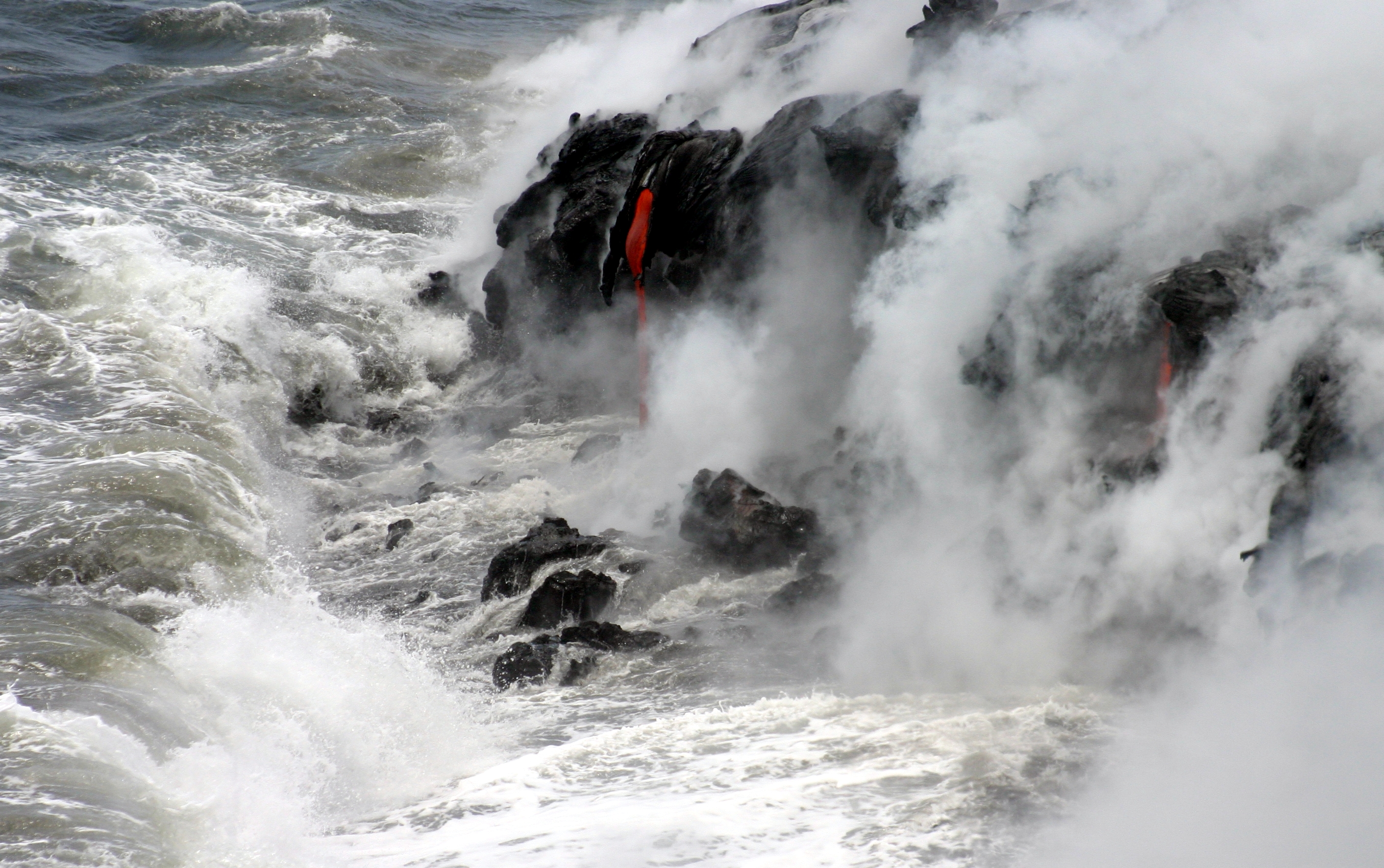
تدفق حمم الباهوهو إلى المحيط الهادئ في جزيرة هاواي.

تحتوي الصهارة المافية أو البازلتية على نسبة سليكا تتراوح بين 45% و52%. وتتميز بارتفاع محتواها من المعادن الحديدومغنيسية، وعادةً ما تثور عند درجات حرارة تتراوح بين 1,100 و1,200 درجة مئوية (2,010 إلى 2,190 درجة فهرنهايت). تتمتع بلزوجة منخفضة نسبيًا، تتراوح بين (10^4) و(10^5) سنتيبواز (10 إلى 100 باسكال.ثانية)، على الرغم من أنها تظل أعلى بعدة مراتب من لزوجة الماء. يمكن مقارنة لزوجتها بلزوجة الكاتشب.
تتسبب الحمم البازلتية عادةً في تكوين براكين درعية منخفضة الارتفاع أو تدفقات بازلتية فيضانية (فيضانات البازلت)، نظرًا لأن الحمم السائلة تتدفق لمسافات طويلة بعيدًا عن فوهة البركان. قد يكون سمك تدفق الحمم البازلتية، خاصة على المنحدرات المنخفضة، أكبر بكثير من سمك التدفق المتحرك في أي لحظة، لأن الحمم البازلتية قد "تنتفخ" نتيجة إمداد الحمم من أسفل القشرة المتصلبة.
تتسم معظم الحمم البازلتية بكونها من نوعي ʻAʻā أو pāhoehoe بدلاً من الحمم الكتلية. ويمكن أن تُشكل تحت الماء حممًا وسادية (pillow lavas)، والتي تشبه إلى حد ما حمم الباهوهو (entrail-type pāhoehoe) على اليابسة.

#### الصهارة فوق المافية
تمثل الصهارة فوق المافية مثل بازلت البيكريت [الإنجليزية]، الكوماتيت، والصهارة شديدة الغنى بالمغنيسيوم التي تُشكل البونينيت، الحالات القصوى من التركيب الكيميائي ودرجات الحرارة. تحتوي جميعها على نسبة سليكا أقل من 45%. تتميز الكوماتيت بوجود أكثر من 18% من أكسيد المغنيسيوم، ويُعتقد أنها اندفعت عند درجات حرارة تصل إلى 1,600 درجة مئوية (2,910 درجة فهرنهايت). عند هذه الدرجة العالية من الحرارة، يكاد لا يحدث أي تَكَوُّن لسلاسل بوليمرية من المركبات المعدنية، مما يُنتج سائلاً عالي الحركة. تُقدر لزوجة الصهارة الكوماتيتية بأنها كانت منخفضة للغاية، تتراوح بين 100 و1,000 سنتيبواز (0.1 إلى 1 باسكال.ثانية)، وهي قريبة من لزوجة زيوت المحركات الخفيفة.
معظم الحمم فوق المافية تعود إلى حقبة الحياة المبكرة، مع وجود صهارات فوق مافية قليلة تعود إلى حقبة الحياة الظاهرة في أمريكا الوسطى، والتي تُعزى إلى أعمدة وشاح ساخنة. لا تُعرف أي حمم كوماتيتية حديثة، إذ إن وشاح الأرض أصبح أكثر برودة مما يلزم لتكوين صهارات غنية جدًا بالمغنيسيوم.

#### الصهارة القلوية
تتميز بعض الصهارة السليكية بارتفاع محتواها من أكاسيد الفلزات القلوية (الصوديوم والبوتاسيوم)، خاصة في مناطق التصدعات القارية، أو المناطق التي تعلو صفائح غارقة بعمق، أو عند النقاط الساخنة داخل الصفائح. يمكن أن يتراوح محتواها من السليكا بين فوق المافية (مثل النيفيلينيت [الإنجليزية]، البازانيت، والتيفريت [الإنجليزية]) والحمضية (مثل التراكايت). ومن المرجح أن تتولد هذه الصهارات على أعماق أكبر في الوشاح مقارنة بالصهارة تحت القلوية. تُعد صهارة أوليفين النيفيلينيت فوق مافية وشديدة القلوية، ويُعتقد أنها نشأت من أعماق أكبر بكثير في وشاح الأرض مقارنة بأنواع الصهارة الأخرى.
| أمثلة على تركيبات الصهارة (بالوزن%) | أمثلة على تركيبات الصهارة (بالوزن%) | أمثلة على تركيبات الصهارة (بالوزن%) | أمثلة على تركيبات الصهارة (بالوزن%) | أمثلة على تركيبات الصهارة (بالوزن%) | أمثلة على تركيبات الصهارة (بالوزن%) |
| المكون                              | نفيلينيت                            | بيكريت تهوليت                       | بازلت تهوليت                        | أنديسايت                            | ريولايت                             |
| ----------------------------------- | ----------------------------------- | ----------------------------------- | ----------------------------------- | ----------------------------------- | ----------------------------------- |
| SiO2                                | 39.7                                | 46.4                                | 53.8                                | 60.0                                | 73.2                                |
| TiO2                                | 2.8                                 | 2.0                                 | 2.0                                 | 1.0                                 | 0.2                                 |
| Al2O3                               | 11.4                                | 8.5                                 | 13.9                                | 16.0                                | 14.0                                |
| Fe2O3                               | 5.3                                 | 2.5                                 | 2.6                                 | 1.9                                 | 0.6                                 |
| FeO                                 | 8.2                                 | 9.8                                 | 9.3                                 | 6.2                                 | 1.7                                 |
| MnO                                 | 0.2                                 | 0.2                                 | 0.2                                 | 0.2                                 | 0.0                                 |
| MgO                                 | 12.1                                | 20.8                                | 4.1                                 | 3.9                                 | 0.4                                 |
| CaO                                 | 12.8                                | 7.4                                 | 7.9                                 | 5.9                                 | 1.3                                 |
| Na2O                                | 3.8                                 | 1.6                                 | 3.0                                 | 3.9                                 | 3.9                                 |
| K2O                                 | 1.2                                 | 0.3                                 | 1.5                                 | 0.9                                 | 4.1                                 |
| P2O5                                | 0.9                                 | 0.2                                 | 0.4                                 | 0.2                                 | 0.0                                 |

#### الصهارة غير السليكاتية
تشمل تدفقات الحمم ذات التركيب غير العادي التي اندفعت على سطح الأرض :
- حمم الكربوناتيت والناتر كربوناتيت والتي تُعرف بشكل رئيسي من بركان أولدوينيو لينغاي في تنزانيا، الذي يُعد المثال الوحيد لبركان كربوناتيت نشط.[22] تحتوي الكربوناتيت في السجل الجيولوجي عادةً على 75% من المعادن الكربوناتية، مع كميات أقل من المعادن السليكاتية الفقيرة بالسليكا مثل الميكا والأوليفين، بالإضافة إلى الأباتيت، والمغنيتيت، والبيروكليور. مع ذلك، قد لا تعكس هذه المواد التركيب الأصلي للحمم، إذ قد تشمل الصهارة كربونات الصوديوم التي تم إزالتها لاحقًا بواسطة النشاط الهيدروحراري. ومع ذلك، تُظهر التجارب المعملية أن الصهارة الغنية بالكالسيت ممكنة. تُظهر حمم الكربوناتيت نسب ثابتة من النظائر، مما يدل على أنها مشتقة من الحمم السليكية القلوية التي ترتبط بها دائمًا، ربما بفصل طور غير قابل للامتزاج. أما حمم الناتر كربوناتيت في أولدوينيو لينغاي، فتتكون أساسًا من كربونات الصوديوم، مع كمية مماثلة من كربونات الكالسيوم، ونصف الكمية من كربونات البوتاسيوم. كما تحتوي على كميات ضئيلة من الهاليدات والفوسفات والكبريتات. تتميز هذه الحمم بشدة السيولة، حيث تكون لزوجتها أعلى قليلاً من الماء، وهي باردة جدًا، مع درجات حرارة تتراوح بين 491 و544 درجة مئوية (916 إلى 1,011 درجة فهرنهايت).[23]

- حمم أكسيد الحديد وهي من المصادر الرئيسية لخام الحديد في منطقة كيرونا، السويد، التي تشكلت خلال حقبة دهر الطلائع.[16] كما توجد حمم أكسيد الحديد أيضًا من عصر البلايوسين في المجمع البركاني "إل لاكو" الذي يقع على الحدود بين تشيلي والأرجنتين.[15] يُعتقد أن هذه الحمم نشأت نتيجة لفصل غير قابل للامتزاج لصهارة أكسيد الحديد عن صهارة أصلية ذات تركيب كالس-قلوي أو قلوي.[16] عند الثوران، تكون درجة حرارة صهارة أكسيد الحديد المنصهرة تتراوح بين 700 إلى 800 درجة مئوية (1,292 إلى 1,472 درجة فهرنهايت).

- حمم الكبريت التي تتدفق في بركان لاستاريا في تشيلي، حيث تصل إلى طول 250 مترًا (820 قدمًا) وعرض 10 أمتار (33 قدمًا). تتشكل هذه الحمم نتيجة لانصهار رواسب الكبريت عند درجات حرارة منخفضة تصل إلى 113 درجة مئوية (235 درجة فهرنهايت).[15]

### الغازات الصهارية

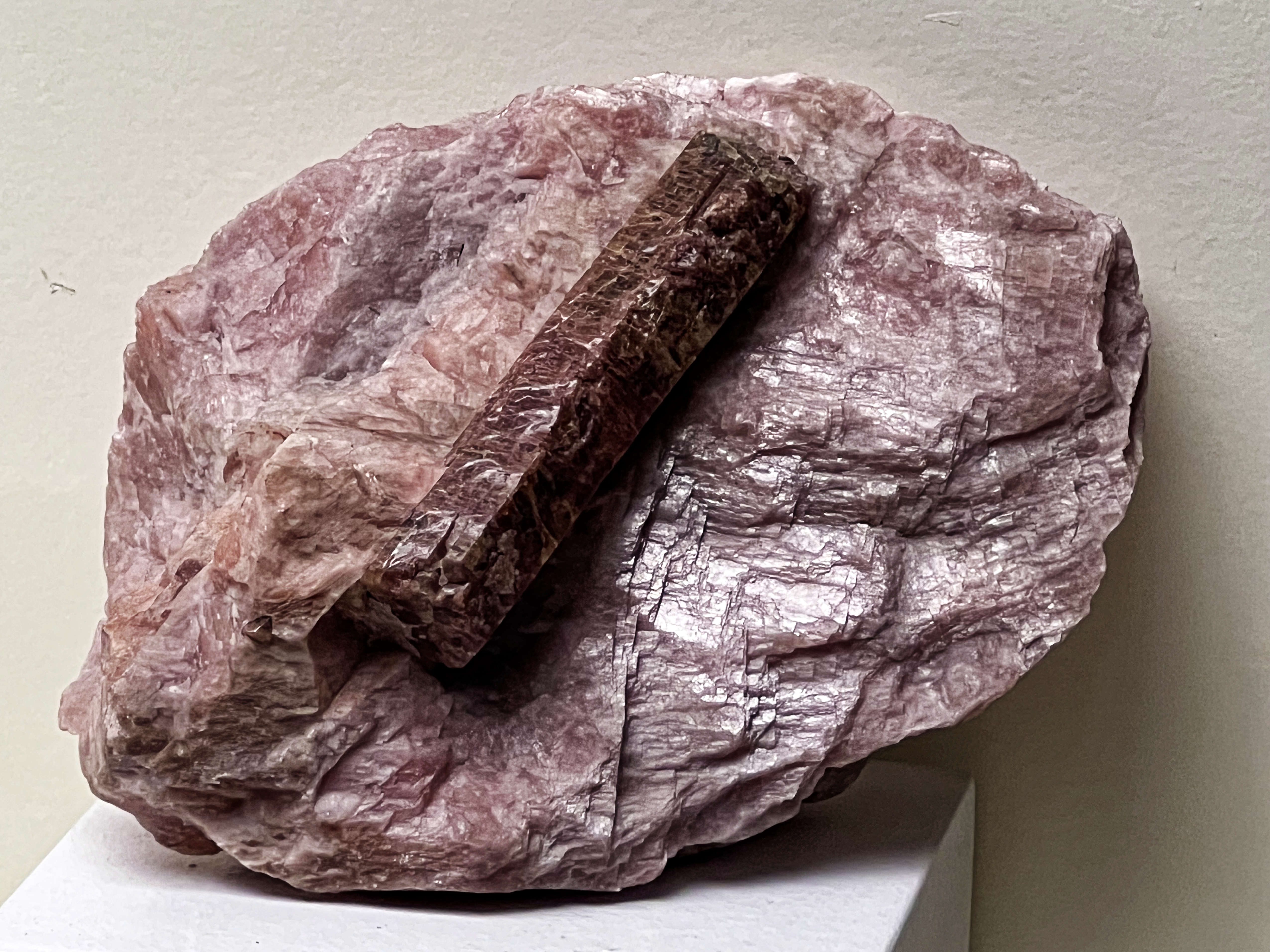
صخر الأباتيت من رينفرو في متحف المعادن في ميونيخ.

تتفاوت تراكيز الغازات البركانية بشكل كبير، حيث يعد بخار الماء عادةً الغاز الأكثر وفرة، يليه ثاني أكسيد الكربون وثاني أكسيد الكبريت. تشمل الغازات البركانية الرئيسية الأخرى كبريتيد الهيدروجين، وكلوريد الهيدروجين، وفلوريد الهيدروجين.
تعتمد قابلية ذوبان الغازات البركانية في الصهارة على عدة عوامل مثل الضغط، تركيب الصهارة، ودرجة الحرارة. عادةً ما تكون الصهارة التي تخرج على شكل حمم جافة للغاية، ولكن الصهارة في الأعماق وتحت الضغط العالي يمكن أن تحتوي على محتوى ذائب من الماء قد يتجاوز 10%. الماء أقل قابلية للذوبان في الصهارة منخفضة السليكا مقارنة بالصهارة عالية السليكا. فعلى سبيل المثال، يمكن للصهارة البازلتية عند درجة حرارة 1,100 درجة مئوية وضغط 0.5 جيجا باسكال أن تذوب 8% من الماء، بينما يمكن لصهارة الغرانيت بيغمايتي أن تذوب 11% من الماء. ومع ذلك، لا تكون الصهارة مشبعة بالضرورة في الظروف المعتادة.
| تركيب الصهارة                       | تركيز H2O (بالوزن%) |
| ----------------------------------- | ------------------- |
| MORB (التهوليت)                     | 0.1 – 0.2           |
| صهارة الجزيرة التهوليتية            | 0.3 – 0.6           |
| البازلت القلوي                      | 0.8 – 1.5           |
| بازالتات قوس البركان                | 2 – 4               |
| البازانيات والنفيلينيات             | 1.5 – 2             |
| الأنديسايت والداسايت من قوس الجزيرة | 1 – 3               |
| الأنديسايت والداسايت من هامش القارة | 2 – 5               |
| الريوليت                            | حتى 7               |

أما ثاني أكسيد الكربون فهو أقل قابلية للذوبان في الصهارات من الماء، وغالبًا ما ينفصل إلى طور سائل مميز حتى في الأعماق الكبيرة. وهو ما يفسر وجود شوائب سائلة من ثاني أكسيد الكربون في البلورات التي تتكون في الصهارات العميقة.

### علم الجريان
تعتبر اللزوجة خاصيةً أساسيةً للصهارة لفهم سلوكها. في حين تتراوح درجات الحرارة في الحمم السيليكاتية الشائعة من حوالي 800 درجة مئوية (1470 درجة فهرنهايت) للحمم الفلسية إلى 1200 درجة مئوية (2190 درجة فهرنهايت) للحمم المافية، فإن لزوجة نفس الحمم تتراوح على مدى سبعة أضعاف قيمية، من 10^4 سنتي بواز (10 باسكال·ثانية) للحمم المافية إلى 10^11 سنتي بواز (10^8 باسكال·ثانية) للصهارة الفلسية. تتحدد اللزوجة بشكل رئيسي بالتركيب الكيميائي ولكنها تعتمد أيضًا على درجة الحرارة. تميل الحمم الفلسية إلى أن تكون أبرد من الحمم المافية مما يزيد من فرق اللزوجة بينهما

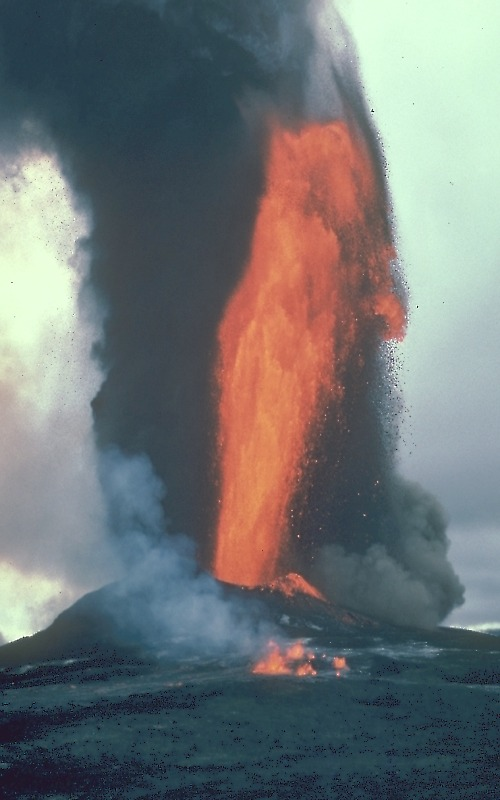
نافورة من الحمم البركانية بارتفاع 450 مترًا في كيلاويا.

أيون السيليكون صغير الحجم وذو شحنة عالية، مما يمنحه ميلًا قويًا للارتباط مع أربعة أيونات أكسجين، والتي تشكل ترتيبًا رباعي السطوح (تتراهيدري) حول أيون السيليكون الأصغر بكثير. يُطلق على هذا التركيب اسم "رباعي السطوح السيليكا". تكون هذه الرباعيات السيليكية في الصهارة المنخفضة في السيليكون معزولة، ولكن مع زيادة محتوى السيليكون، تبدأ الرباعيات السيليكية في البلمرة الجزئية، مكونة سلاسل وصفائح وتكتلات من الرباعيات السيليكية المرتبطة عبر أيونات الأكسجين الجسرية. مما يزيد بشكل كبير من لزوجة الصهارة.
يتحدد الميل نحو البلمرة من خلال المعادلة (NBO/T)، حيث (NBO) هو عدد أيونات الأكسجين غير الجسرية و (T) هو عدد الأيونات التي تشكل الشبكة. السيليكون هو الأيون الرئيسي في تشكيل الشبكة، لكن الألومنيوم يمكن أن يعمل أيضًا كعنصر شبكي في الصهارات الغنية بالصوديوم، ويمكن للحديد الثلاثي أن يكون عنصراً شبكياً عندما تكون العناصر الشبكية الأخرى مفقودة. عادة ما تقلل الأيونات المعدنية الأخرى من الميل نحو البلمرة. في صهارة سيليكا افتراضية، يكون (NBO/T) صفرًا، بينما في صهارة فقيرة للغاية بالعناصر الشبكية يكون (NBO/T) يساوي 4. غالبًا ما تكون قيمة (NBO/T) في الطبيعة للصهارات البازلتية بين 0.6 و 0.9، وللصهارات الأنديسيتية بين 0.3 و 0.5، وللصهارات الريوليتية بين 0.02 و 0.2. يعمل الماء كمعدل للشبكة، مما يقلل بشكل كبير من لزوجة الصهارة. ويؤدي ثاني أكسيد الكربون إلى تحييد معدلات الشبكة، فيزيد من اللزوجة عند ذوبانه في الصهارة. وتؤدي درجات الحرارة المرتفعة إلى انخفاض لزوجة الصهارة، حيث تتوفر طاقة حرارية أكبر لتمزيق الروابط بين الأوكسجين وعناصر الشبكة.
تحتوي معظم الصهارات على بلورات صلبة من معادن متنوعة، وقطع من الصخور الغريبة المعروفة باسم الزينوليث، وقطع من الصهارة التي كانت قد تجمدت سابقًا. توفر محتويات البلورات في الصهارة خصائص مثل المتغيرة الانسيابية وترقق القص، مما يجعلها لا تتصرف كسوائل نيوتونية حيث لا تكون سرعة التدفق متناسبة مع الإجهاد القصي. بدلاً من ذلك، تتصرف الصهارة كلدائن بإنغمان، إذ تظهر مقاومة كبيرة للتدفق حتى تتجاوز حاجز الإجهاد الحرج. مثال على ذلك هو معجون الأسنان الذي يخرج من الأنبوب ككتلة شبه صلبة بسبب تركيز القص في طبقة رقيقة بجانب الأنبوب. أيضًا، تعيق البلورات السلوك السلوك متغير الانسيابية للصهارة، وعندما يتجاوز محتوى البلورات 60٪، تتوقف الصهارة عن التصرف كسائل وتبدأ في التصرف كصلب. يوصف هذا الخليط أحيانًا بـ "عجينة البلورات".
عادةً ما تكون الصهارة لزجة مرنة، حيث تتدفق كالسائل تحت الإجهادات المنخفضة، لا يمكن للصهارة أن تبدد الإجهاد بسرعة كافية عبر الاسترخاء عندما يتجاوز الإجهاد القيمة الحرجة، مما يؤدي إلى انتشار الكسر المؤقت. عند تقليل الإجهادات تحت الحد الحرج، يسترخي المصهور ويزول الكسر مرة أخرى.

### درجة الحرارة
تتفاوت درجات حرارة الحمم المنصهرة، وهي الصهارة التي تخرج إلى سطح الأرض، عادة بين 700 و 1,400 درجة مئوية (1,300 إلى 2,600 درجة فهرنهايت). ومع ذلك، قد تكون بعض الصهارات الكربوناتية وهي نادرة أقل حرارة حيث تصل درجة حرارتها إلى 490 درجة مئوية (910 درجة فهرنهايت). في المقابل، قد تصل صهارات الكوماتييت إلى درجات حرارة مرتفعة قد تبلغ 1,600 درجة مئوية (2,900 درجة فهرنهايت). في بعض الحالات، عثر على الصهارة أثناء الحفر في حقول الطاقة الحرارية الجوفية، كما في حالة الحفر في هاواي الذي اخترق كتلة من الصهارة الداسيتية على عمق 2,488 مترًا (8,163 قدمًا)، حيث قدرت درجة حرارة هذه الصهارة بنحو 1,050 درجة مئوية (1,920 درجة فهرنهايت). أما درجات حرارة الصهارات الأعمق، فيتم استنتاجها عادة من الحسابات النظرية والانحدار الحراري.
تحتوي معظم الصهارات على بعض البلورات الصلبة المعلقة في الطور السائل، مما يشير إلى أن درجة حرارتها تقع بين درجة حرارة التصلب (التي تعرف بأنها درجة الحرارة التي تتصلب عندها الصهارة بالكامل) ودرجة حرارة السيولة (التي هي درجة الحرارة التي تكون عندها الصهارة سائلة بالكامل). وتشير الحسابات النظرية إلى أن درجة حرارة الصهارة الناتجة من مناطق الانهدام تتراوح عادة بين 1,300 و 1,500 درجة مئوية (2,400 إلى 2,700 درجة فهرنهايت)، بينما قد تصل درجة حرارة الصهارة الناتجة من أعمدة الوشاح إلى 1,600 درجة مئوية (2,900 درجة فهرنهايت). أما الصهارة الناتجة في مناطق الانضواء، حيث يعمل بخار الماء على خفض درجة حرارة الانصهار، فقد تكون أقل حرارة وتصل إلى 1,060 درجة مئوية (1,940 درجة فهرنهايت).

### الكثافة
تعتمد كثافات الصهارة بشكل رئيسي على التركيب، حيث يعتبر محتوى الحديد هو العامل الأكثر أهمية.
| النوع               | الكثافة (كجم/م³) |
| ------------------- | ---------------- |
| الصهارة البازلتية   | 2650–2800        |
| الصهارة الأنديسيتية | 2450–2500        |
| الصهارة الريوليتية  | 2180–2250        |

تتمدد الصهارة قليلاً عند انخفاض الضغط أو زيادة درجة الحرارة. وعندما تقترب الصهارة من السطح، تبدأ الغازات المذابة فيها بالتفجر على شكل فقاعات. خفضت هذه الفقاعات بشكل كبير كثافة الصهارة في الأعماق وساعدت في دفعها نحو السطح في المقام الأول.